# المعهد الوطني للسرطان
المعهد الوطني للسرطان (بالإنجليزية: National Cancer Institute)‏ (يرمز له NCI) هو مؤسسة بحثية طبية تعنى بالبحث في مرض السرطان، وهو يتبع معاهد الصحة الوطنية الأمريكية (NIH).
يقوم المعهد الوطني للسرطان بتنسيق برامج أبحاث السرطان ويقوم بالأبحاث العلمية في هذا المجال ويدعمها، كما يقوم بتدريب الكوادر وتنظيم الفعاليات والمحاضرات التي توعي الناس عن هذا الموضوع.
يرأس المعهد Douglas R. Lowy منذ بداية نيسان/أبريل 2015. يقع مقر المعهد في روكفيل في ولاية ميريلاند.

## اقرأ أيضاً
- جورج ويلدينج